# Episodi di Monster (prima stagione)

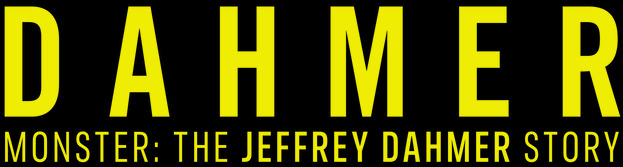

La prima stagione della serie televisiva antologica Monster, intitolata Dahmer - Mostro: la storia di Jeffrey Dahmer, è composta da 10 episodi ed è stata trasmessa in prima visione assoluta a partire dal 21 settembre 2022 sulla piattaforma di streaming a pagamento Netflix.
| nº | Titolo originale                     | Titolo italiano                  | Pubblicazione     |
| -- | ------------------------------------ | -------------------------------- | ----------------- |
| 1  | Episode One                          | Episodio uno                     | 21 settembre 2022 |
| 2  | Please Don't Go                      | Non andare via                   | 21 settembre 2022 |
| 3  | Doin' a Dahmer                       | Fare un Dahmer                   | 21 settembre 2022 |
| 4  | The Good Boy Box                     | La scatola del bravo ragazzo     | 21 settembre 2022 |
| 5  | Blood on Their Hands                 | Sangue sulle loro mani           | 21 settembre 2022 |
| 6  | Silenced                             | Ridotto al silenzio              | 21 settembre 2022 |
| 7  | Cassandra                            | Cassandra                        | 21 settembre 2022 |
| 8  | Lionel                               | Lionel                           | 21 settembre 2022 |
| 9  | The Bogeyman                         | Il mostro                        | 21 settembre 2022 |
| 10 | God of Forgiveness, God of Vengeance | Dio del perdono, Dio vendicatore | 21 settembre 2022 |

## Episodio uno
- Titolo originale: Episode One
- Diretto da: Carl Franklin
- Scritto da: Ryan Murphy e Ian Brennan

### Trama
Milwaukee, 1991: Glenda Cleveland sta guardando la TV in casa quando sente dei rumori provenire dall'appartamento accanto, dove vive Jeffrey Dahmer. Anche la puzza che da settimane esce dalle griglie di ventilazione sta peggiorando. Ma quando chiede spiegazioni a Jeffrey, che un giorno sorprende nel corridoio, lui risponde solo che le braciole di maiale che ha in frigorifero si sono deteriorate e che probabilmente le ha smaltite troppo tardi e in modo errato. 
Jeffrey va in un locale gay dove finge di essere un fotografo in cerca di modelli per foto artistiche. Dopo un po', un giovane afroamericano di nome Tracy Edwards accetta di seguirlo a casa. Appena entrato nell'appartamento di Jeffrey, Tracy nota immediatamente lo strano odore e si allarma, ma Jeffrey lo calma e gli offre da bere. Quello che Tracy non sa è che Jeffrey lo ha drogato con la bevanda prima di ammanettarlo, sostenendo che era per le foto. Poi lo costringe a seguirlo in camera da letto dove inserisce nel videoregistratore una videocassetta del film L'esorcista III e si mette a cantilenare sommessamente mentre guarda le scene più violente. Nonostante sia minacciato con un grosso coltello, quando Jeffrey gli rivela che presto gli "mangerà il cuore", Tracy trova la forza di reagire, riesce a fuggire e a fermare una macchina della polizia. Dopo una breve perquisizione nell'appartamento di Dahmer, gli agenti trovano diverse fotografie di corpi smembrati e Jeffrey viene arrestato. Verranno in seguito ritrovate parti di corpi umani nel frigo, insieme a una testa intera, e alcuni bidoni pieni di acido con immersi torsi di uomini.

## Non andare via
- Titolo originale: Please Don't Go
- Diretto da: Clement Virgo
- Scritto da: Ryan Murphy e Ian Brennan

### Trama
La polizia continua a trovare resti umani nella casa di Jeffrey Dahmer nel condominio popolare Oxford. Jeffrey viene portato alla stazione di polizia dove è spogliato ed esaminato. Alla fine, i detective registrano la sua confessione.
1966: Jeffrey ha 6 anni e dopo essere tornato a casa da scuola in autobus, trova il fratellino che piange trascurato nella culla e la madre Joyce svenuta sul letto dopo aver tentato di suicidarsi. Il bambino inizia presto a mostrare grande interesse per la dissezione di animali morti e questa sua inclinazione viene incoraggiata dal padre. Nel 1981 Jeffrey lavora in una gastronomia polacca a Miami. Lottando contro i propri impulsi omosessuali, precipita nell'alcolismo. Nel 1991 Dahmer compra della birra per il quattordicenne laotiano Konerak Sinthasomphone e lo porta a casa sua con la promessa di un compenso in denaro se poserà nudo per delle foto. Dahmer droga l'adolescente, poi gli fora il cranio con un trapano nel tentativo di praticargli una lobotomia. Mentre Dahmer esce per comprare da bere, Konerak si sveglia e cerca di fuggire, ma nello stato confusionale in cui si trova riesce a raggiungere solo le scale dell'ingresso, dove viene notato da Glenda e da sua figlia. Glenda è insospettita dalle condizioni e dalla giovane età del ragazzo e chiama la polizia, ma i due agenti arrivati sul posto si fanno convincere da Jeffrey, che è tornato dal negozio, che Konerak, incapace di parlare, è maggiorenne ed è il suo fidanzato che ha solo bevuto troppo. I poliziotti scortano Konerak nell'appartamento di Dahmer, andando via dopo aver dato una rapida occhiata, e Dahmer uccide il ragazzo appena rimasto solo con lui.
Una reale registrazione audio, tratta dalla chiamata che Glenda Cleveland fece alla polizia quella notte, mette in evidenza l'incompetenza e la negligenza delle forze dell'ordine, in particolare dei due poliziotti che avevano creduto alla versione di Dahmer.

## Fare un Dahmer
- Titolo originale: Doin' a Dahmer
- Diretto da: Clement Virgo
- Scritto da: Ryan Murphy e Ian Brennan

### Trama
Milwaukee, 1959: Joyce Dahmer è incinta di Jeffrey, ma soffre di depressione e il marito nota strani comportamenti che indicano il suo disagio psicologico.
1978: Jeffrey cerca disperatamente di masturbarsi con una copia di Playboy ma senza successo, riesce a eccitarsi soltanto quando pensa all'eviscerazione di un pesce che aveva pescato insieme al padre poco prima. A scuola, Jeffrey è popolare solo perché ai suoi compagni piace ridere di lui. Durante la lezione di scienze seziona un maiale e prova piacere nell'operazione. Nel frattempo, i suoi genitori si separano e la madre Joyce se ne va portando con sé il fratello minore David. Jeffrey trascorre il suo tempo da solo a casa, sollevando pesi, guardando riviste porno gay e bevendo birra dalla mattina alla sera. Un giorno, mentre guida per strada, incontra un ragazzo di nome Steven Hicks che sta facendo l'autostop per andare a un concerto dei Pegasus. Jeffrey invita Steven a casa sua per bere qualche birra e fumare dell'erba prima del concerto e il ragazzo acconsente. Dopo qualche ora passata insieme, Jeffrey cerca di baciare Steven che lo allontana bruscamente e capisce che non ha nessuna intenzione di accompagnarlo al concerto. Quando Steven si gira per lasciare la casa, Jeffrey lo colpisce alla testa con un peso e poi lo strangola. Questo è il primo omicidio commesso da Jeffrey Dahmer nel giugno 1978.

## La scatola del bravo ragazzo
- Titolo originale: The Good Boy Box
- Diretto da: Jennifer Lynch
- Scritto da: Ryan Murphy e Ian Brennan

### Trama
1991. I resti di Steven Hicks vengono trovati nel cortile di Lionel Dahmer a Bath, Ohio. Jeffrey parla agli investigatori del motivo per cui ha sparso le ossa: quando gli chiedono perché li abbia sparpagliati per tutto il cortile, Jeffrey risponde: «Penso di avere voluto solo che fosse ancora lì». L'interrogatorio procede con una conversazione sul fatto di essere sessualmente eccitato dalla lucentezza degli organi interni. Gli investigatori chiedono come e perché Jeffrey abbia aspettato nove anni dopo l'omicidio di Hicks per uccidere di nuovo e Jeffrey risponde: «Stavo cercando di essere un bravo ragazzo».
1978: Jeffrey finisce il liceo con una media bassissima e per questo non viene invitato a fare la foto di classe, nella quale però si imbuca all'insaputa di tutti. Quando l'almanacco di fine anno viene stampato, i compagni se ne accorgono e cancellano la sua faccia dalla foto. Jeffrey lo scopre e ritiene che il motivo per cui l'hanno fatto è perché lui è diverso dagli altri e questo contribuisce a isolarlo ulteriormente. Su consiglio del padre e della preside comincia un college di materie scientifiche, ma Jeffrey beve molto e presto smette di frequentare le lezioni. La sua media è 0.45 e quindi viene espulso. Suo padre, molto deluso, decide di mandare Jeffrey nell'esercito. Ma lì impara a usare l'Halcion, un sonnifero, per drogare i suoi commilitoni in modo da poter trascorrere del tempo da solo con i loro corpi inermi. Congedato dall'esercito, Jeffrey va a vivere dalla nonna. Un giorno si nasconde in un negozio e ruba il manichino di un ragazzo che nasconde nella sua camera e col quale finge di avere una relazione amorosa. Una sera va in un luna park ubriaco e inizia a masturbarsi ripensando a Steven. Questo episodio gli causa un arresto e lo porta a essere licenziato dalla gastronomia dove lavora. Costretto a cercarsi un nuovo lavoro, quello che trova è un impiego in un centro trasfusioni a Milwaukee. Qui ruba delle sacche di sangue e a casa ne beve il contenuto.
1987: Jeffrey va al Club 219 e incontra nuovi uomini con cui trascorre le notti in uno stabilimento termale, drogando le sue vittime con l'Halcion. Dopo aver quasi ucciso uno dei suoi amanti, viene bandito da tutti gli stabilimenti termali di Milwaukee, ma continua a frequentare i bar gay dove incontra Steven Tuomi, un ballerino, e con lui va all'Ambassador Hotel. La mattina dopo si sveglia e trova Steven morto accanto a lui. Nascosto il cadavere in una valigia, lo porta a casa e lo disseziona, conservando la testa mozzata del ragazzo in una scatola di legno, la stessa che era appartenuta a suo padre e che la nonna di Jeffrey utilizzava per conservare fotografie e ricordi del figlio.

## Sangue sulle loro mani
- Titolo originale: Blood on Their Hands
- Diretto da: Jennifer Lynch
- Scritto da: Ian Brennan

### Trama
1987: Jeffrey lavora di notte in una fabbrica di cioccolato e vive ancora con la nonna. Un necrologio sul giornale di un giovane sconosciuto lo affascina così tanto che partecipa al funerale e alla veglia funebre. Dopodiché, decide di dissotterrare il cadavere. Tuttavia, non ci riesce perché il terreno è ancora troppo duro a causa del freddo invernale. Racconta tutto questo nel 1991 agli investigatori. Vogliono sapere cosa lo abbia spinto a dissotterrare il corpo e Jeffrey dice che dopo una vita dettata dagli altri, stava cercando qualcosa che potesse lui "controllare". Jeffrey racconta che si recava abitualmente in locali gay e portava gli uomini da sua nonna, dove li drogava prima di portarli nella cantina per strangolarli. Quindi si sdraiava nudo con i cadaveri e premeva il suo corpo contro quelli delle vittime. Jeffrey dice di aver ucciso tre uomini a casa di sua nonna: uno di colore, un "chicano" e un nativo americano. Alla fine, però, la puzza in casa della nonna inizia a peggiorare e lei si lamenta, ma Jeffrey usa la scusa che sono gli animali che imbalsama in cantina a puzzare. E in qualche modo sua nonna gli crede. Ciò che invece trova strano è il continuo andirivieni di ragazzi che Jeffrey porta in casa la notte. Uno di questi è un giovane di nome Ron, la cui macchina ha la batteria scarica e che Jeffrey ha attirato in casa con la scusa di voler aiutare. Jeffrey droga il caffè di Ron, ma sua nonna interrompe i suoi piani e rimane a vegliare Ron per tutta la notte. Ron riprende conoscenza al mattino, ancora intontito dalle droghe ma almeno vivo. Jeffrey mette Ron su un autobus dove il ragazzo rimane addormentato fin quando l'autista non raggiunge il capolinea e lo sveglia. Ron cammina in un campo, ancora visibilmente frastornato, crolla in terra e si risveglia in ospedale. Ron racconta la sua storia al detective Rauss, ma quando questo visita la casa dei Dahmer, crede alla versione dei fatti di Jeffrey. Qualche tempo dopo Dahmer viene condannato a un anno di carcere in regime di semilibertà per avere molestato sessualmente un tredicenne, Somsack Sinthasomphone. Lionel scrive una lettera al giudice chiedendo che Jeffrey venga inserito in un programma di riabilitazione per alcolisti, ma la sua richiesta viene ignorata.

## Ridotto al silenzio
- Titolo originale: Silenced
- Diretto da: Paris Barclay
- Scritto da: David McMillan e Janet Mock

### Trama
Milwaukee, 1960: Nasce un bambino nero, il piccolo Tony Hughes. Sua madre Shirley è felicissima finché non scopre che Tony è sordo. Un medico la informa che il farmaco somministrato al bambino per curarlo dalla polmonite ha avuto effetti collaterali che lo hanno lasciato con problemi di udito irreversibili.
1991: Tony vive felicemente la sua vita nonostante la sordità e decide di trovare l'autonomia lontano dalla famiglia. Dopo vari tentativi, trova un lavoro in un negozio di abbigliamento a Madison, ma spesso torna a Milwaukee nei fine settimana per stare con la famiglia. Una sera va in un locale con i suoi amici e cattura l'attenzione di Dahmer. I due allacciano una conversazione fatta di sguardi dolci e messaggi su bigliettini, ballano e si abbracciano, e quando Dahmer offre l'ultimo drink della serata all'altro, nel momento in cui di nascosto tira fuori la bustina per drogarlo, qualcosa dentro di lui lo spinge a non farlo. Tra i due sembra nascere una relazione romantica: il giorno dopo si rivedono e Dahmer lo accompagna alle sue sessioni di modello da un fotografo, prendendo lui stesso la macchina fotografica per fare qualche scatto; pur non potendo parlare, i due comunicano a livelli profondi; Dahmer smette di bere e riceve una promozione sul posto di lavoro, si impegna a tenere la sua casa pulita e ordinata e per la prima volta nella vita si sente finalmente felice, come confida al padre e alla sua nuova compagna una sera che li invita a cena nel suo appartamento. Il weekend successivo, dopo la serata in discoteca, Dahmer invita Tony nel suo appartamento dove pensa di drogarlo, ma resiste all'impulso ancora una volta. I due giocano a un gioco da tavolo inventato da Dahmer quando era piccolo e Tony propone nuove regole che entrambi possono stabilire insieme. Alla fine i due passano la notte a letto e la mattina seguente Tony dice che deve partire per tornare al lavoro. Dahmer cade nel panico all'idea che Tony possa abbandonarlo e prende un martello che nasconde dietro la schiena, ma quando l'altro lo assicura che non ha nessuna intenzione di scomparire, lo lascia andare. Tuttavia, Tony torna indietro per prendere le chiavi che ha dimenticato e Dahmer lo uccide in un raptus incontrollabile. La madre di Tony contatta la polizia per denunciare la scomparsa del figlio perché non ha più avuto sue notizie prima che ripartisse per Madison e, con l'aiuto della figlia, mette in giro per il quartiere le foto del ragazzo con la speranza che qualcuno possa aiutarla a ritrovarlo. Intanto Dahmer ha sezionato alcune parti di Tony e le mangia dopo averle cucinate.

## Cassandra
- Titolo originale: Cassandra
- Diretto da: Jennifer Lynch
- Scritto da: Ian Brennan, Janet Mock e David McMillan

### Trama
Dopo che Dahmer è stato arrestato e la notizia dei suoi orrendi crimini è diventata pubblica, c'è una diffusa indignazione nei confronti della polizia tra le famiglie delle vittime, e in particolare da parte di Glenda Cleveland, la vicina di Dahmer. È molto turbata dal fatto che le sue continue segnalazioni degli strani comportamenti di Dahmer siano sempre state ignorate dalla polizia. Il complesso residenziale dove abitava Dahmer è considerato pericoloso e gli inquilini vengono sfrattati, costringendo Glenda a prendere una stanza in un motel. Il reverendo e politico del Partito Democratico Jesse Jackson si interessa al caso a causa del gran numero di vittime di Dahmer di etnia afroamericana e incontra Glenda, giurando di addebitare alla polizia di Milwaukee la responsabilità delle loro sviste.

## Lionel
- Titolo originale: Lionel
- Diretto da: Gregg Araki
- Scritto da: Ian Brennan e David McMillan

### Trama
Lionel Dahmer, il padre di Jeffrey, affronta i suoi demoni incolpando alternativamente se stesso e la sua ex moglie Joyce per i comportamenti deviati del figlio. Jesse Jackson continua a lavorare per conto delle famiglie delle vittime. I due agenti sospesi per il caso del quattordicenne riconsegnato a Dahmer vengono reintegrati. Jeffrey va in giudizio, poiché la sua richiesta di infermità mentale è stata negata. Dopo che è stato condannato a oltre 900 anni di carcere e sono state ascoltate le dichiarazioni dei parenti delle vittime, Jeffrey ha la possibilità di parlare. Dice di sapere di essere malato di mente, ma si scusa con le famiglie. Lionel pensa che scrivere un libro sull'essere il padre di un "mostro" sia terapeutico.

## Il mostro
- Titolo originale: The Bogeyman
- Diretto da: Jennifer Lynch
- Scritto da: Ian Brennan, David McMillan e Reilly Smith

### Trama
Jeffrey è in prigione cercando di adattarsi alla vita da detenuto: riceve molta posta dai suoi "fan" sparsi per tutto il paese, dato che la sua vicenda è balzata agli onori della cronaca. Glenda è tornata nel suo appartamento, ma i ricordi di Dahmer sono ancora lì, dal nastro della polizia sulla porta di Jeffrey ai media come la CNN ancora accampata fuori, alla ricerca di storie morbose. La madre di Tony Hughes, Shirley, riceve un pacco dalle persone che hanno scritto un fumetto su Dahmer: indignata, pensa di denunciarli. Il suo avvocato le racconta anche del libro di Lionel, che ha iniziato a romanzare la storia di Jeffrey con l'intenzione di farne un film, ipotizzando John Voight e Faye Dunaway come protagonisti. Suggerisce di citare in giudizio la famiglia, così come Jeffrey e la città di Milwaukee. Non ci vuole molto perché Lionel venga a conoscenza delle ramificazioni legali. Un giudice ha stabilito che tutti i profitti dei libri debbano andare alle famiglie delle vittime, così come i soldi che Jeffrey guadagna in prigione e le donazioni per posta che riceve dai fan. Anche la famiglia Sinthasomphone intenta una causa civile contro la città, ma ciò fa solo infuriare di più i bianchi e la famiglia comincia a ricevere telefonate razziste anonime nel cuore della notte.

## Dio del perdono, Dio vendicatore
- Titolo originale: God of Forgiveness, God of Vengeance
- Diretto da: Paris Barclay
- Scritto da: Ian Brennan, David McMillan, Reilly Smith e Todd Kubrak

### Trama
1994: Glenda vede un servizio in televisione sull'imminente esecuzione di John Wayne Gacy. In prigione, Jeffrey usa la sua fama per rendersi sgradito agli altri detenuti in vari modi. Uno dei carcerati, Christopher Scarver, un nero fanatico religioso malato di schizofrenia, non ama affatto Dahmer e i suoi "simili". Un giorno, mentre svolge il suo lavoro quotidiano, Jeffrey vede Gacy in TV che mostra le sue opere d'arte dalla prigione e parla di religione. Dahmer quindi cerca il cappellano della prigione per discutere di salvezza e malvagità: il cappellano conclude che c'è il perdono per tutti e gli racconta la storia di Gesù sulla croce e dei due ladroni crocifissi accanto a lui, esortando Dahmer ad accettare Cristo e il perdono di Dio. Jeffrey decide quindi di convertirsi al Cristianesimo e si fa battezzare in carcere, lo stesso giorno in cui John Wayne Gacy viene ucciso tramite iniezione letale e avviene un'eclissi solare. Parallelamente, anche Glenda parla al suo pastore del perdono. Non può perdonare Jeffrey, anzi è tormentata da impulsi di vendetta e incubi nei quali tortura Dahmer. Uno dei ragazzi della famiglia Sinthaomphone si sposa e Glenda è invitata alle nozze. Si siede al ricevimento con l'orgoglioso padre, Southone, e i due bevono insieme. Southone parla di cercare di essere forte per tutti. Spera di essere di nuovo se stesso, ma si sveglia ogni giorno e ricorda che suo figlio è morto mentre Dahmer è ancora vivo. Jeffrey viene assegnato al lavoro di pulizia della palestra della prigione insieme a un altro detenuto, Jesse Anderson. Dopo un po', anche Scarver viene aggiunto al servizio di pulizia. Quando la guardia li lascia soli, Jeffrey si sente subito a disagio. Qualche istante dopo, le urla del terzo detenuto risuonano dal bagno vicino, mentre Scarver affronta Dahmer sui crimini che ha commesso e cerca risposte su quello che ha fatto. Scarver picchia a morte Dahmer con un bilanciere colpendolo ripetutamente alla testa. Lionel apprende la notizia dell'omicidio di suo figlio al telefono; nell'obitorio del carcere guarda il cadavere del figlio e dice a Jeffrey: «Ti ho amato dal giorno in cui sei nato e ti amerò fino al giorno della mia morte». Piange e abbraccia il cadavere orrendamente sfigurato. Il corpo di Jeffrey viene cremato come secondo il suo testamento, ma nasce una disputa legale tra i suoi genitori: un gruppo di ricercatori desidera studiare il cervello di Jeffrey, prelevato durante l'autopsia, e la madre Joyce è d'accordo, mentre Lionel no. Alla fine è quest'ultimo a vincere la causa, con il giudice che dichiara che la domanda di come mai Jeffrey fosse così è destinata a non avere mai una risposta precisa.
Nel frattempo, Glenda cerca di far costruire un memoriale per le vittime nel luogo dove sorgeva l'edificio dei crimini di Dahmer, abbattuto per decisione del comune, ma una scritta in sovrimpressione alla fine dell'episodio informa che non riuscirà mai nel suo intento.